# 杉村慎治
杉村 慎治（すぎむら しんじ、1976年〈昭和51年〉6月15日 - ）は、日本の政治家。立憲民主党所属の衆議院議員（1期）。

## 来歴
大阪府大阪市出身（堺市出身と報じられる場合もある）。明治大学政治経済学部政治学科を卒業し、日本テレビに入社。日本テレビでは国民クイズ常識の時間等を担当し、情報バラエティの制作に携わる。その後、日本初のネットTV局となるUSEN-Gyaoの企画立案と番組制作をプロデュースした。
田中角栄に憧れ、政治の道に入ると決意。2009年より民主党の石井一参議院議員秘書を経て、2010年に大阪維新の会の活動に参加。同年9月15日、大阪維新の会が翌年の大阪府議議員選挙堺市東区・美原区選挙区に杉村を擁立すると発表したが、最終的に公認を取り下げた。2012年5月より自由民主党の村井英樹事務所スタッフを経て秘書を務める。
2016年1月16日、民主党埼玉県連が次期衆院選埼玉9区に杉村を擁立すると発表。
2017年9月25日、民進党に離党届を提出し、希望の党に参加する意向を表明。10月22日投開票の第48回衆議院議員総選挙では、埼玉9区から希望の党公認で立候補したが、自民党前職の大塚拓に敗れ、次点で落選した。
その後旧国民民主党を経て立憲民主党に参加。2021年10月31日投開票の第49回衆議院議員総選挙では立憲民主党公認で立候補したが、再び大塚に敗れた。
2024年10月27日投開票の第50回衆議院議員総選挙では、3度目の対決となる自民党前職の大塚と日本共産党新人の猪股嘉直、日本維新の会新人の近藤秀将の3人を破り、初当選した。一方の大塚は政治資金パーティー収入の裏金問題により、比例重複立候補が認められず落選となった。

## 政策・主張

### 外交・安全保障
- 日本国憲法の改正について、2017年・2021年のアンケートでは憲法を改正し緊急事態条項を設けるべきと回答していた[16][17]が、2024年のアンケートでは反対と回答した[18]。
- 第3次安倍内閣における安全保障関連法案の成立をどちらかと言えば評価する[16]。
- 普天間飛行場の名護市辺野古への移設に反対[18]。
- 日本の防衛費増額について2017年は賛成[16]、2024年は強化は必要だが費用は抑制すべきと回答[18][19]。
- ロシアのウクライナ侵攻を受けたウクライナへの支援は継続すべき[18]。

### 経済
- 消費税率を10%から引き下げるべき[17][18]。
- 当面は歳出削減より景気対策のための財政出動を優先すべき[16][19]。
- 大企業や所得の多い人に対する課税強化に賛成[16][19]。
- 原子力規制委員会の審査に合格した原子力発電所の再稼働にどちらかと言えば反対[16]。将来的には原子力撤廃し[18][17][20][21]、再生可能エネルギーを主力電源とすべき[19]。
- 炭素税の導入に賛成[18]。

### 社会
- 幼稚園から大学までの教育無償化に賛成[16]。
- 同性結婚の合法化に2017年は「どちらとも言えない」[16]、2021年・2024年は賛成と回答[17][18][20][19]。
- 選択的夫婦別姓制度の導入に2017年は「どちらとも言えない」[16]、2021年・2024年は賛成と回答[17][18][20][19][21]。
- 解雇規制の緩和に反対[18][20]。
- 外国人労働者の受け入れに2021年は反対[17]、2024年はより積極的に受け入れるべきと回答[18]。
- 女性天皇に賛成。女系天皇には反対[18]。

## 選挙歴
| 当落 | 選挙                   | 執行日         | 年齢 | 選挙区      | 政党       | 得票数    | 得票率 | 定数 | 得票順位 /候補者数 | 政党内比例順位 /政党当選者数 |
| ---- | ---------------------- | -------------- | ---- | ----------- | ---------- | --------- | ------ | ---- | ------------------ | ---------------------------- |
| 落   | 第48回衆議院議員総選挙 | 2017年10月22日 | 41   | 埼玉県第9区 | 希望の党   | 5万7599票 | 27.40% | 1    | 2/3                | 18/4                         |
| 落   | 第49回衆議院議員総選挙 | 2021年10月31日 | 45   | 埼玉県第9区 | 立憲民主党 | 8万756票  | 36.84% | 1    | 2/3                | 11/5                         |
| 当   | 第50回衆議院議員総選挙 | 2024年10月27日 | 48   | 埼玉県第9区 | 立憲民主党 | 8万3107票 | 41.58% | 1    | 1/4                | /                            |